# Oncosperma tigillarium
Oncosperma tigillarium es una especie de plantas  perteneciente a la familia de las palmeras (Arecaceae).  
Esta especie se encuentra en Malasia.

## Descripción
Oncosperma tigilarium (basónimo Areca tigillaria Jack) crece hasta 40 pies de altura en matorrales densos de hasta 50 palmeras. Los troncos de las palmas están cubiertas con espinas largas y negras. El O. tigilarium tiene las hojas finamente pinnadas, con los foliolos colgantes.

## Nombres comunes
Su nombre común en Indonesio es nibung que significa espina, por las largas espinas que se presentan a lo largo del tronco de la palmera. En algunas partes de las Filipinas es conocido como anibung en el Idioma hiligainón.

## Distribución
La especie es conocida desde el interior, a las aguas más bajas en salinidad, cerca de manglares y pantanos de Indonesia, Malasia, Sumatra y las Filipinas en el sudeste de Asia. 
Es nativa de estas áreas al oeste de la Línea de Wallace crece a altitudes inferiores a 150 metros. Está en peligro de extinción en algunas zonas debido a la deforestación, y es invasivo para algunas islas tropicales en el Hemisferio Occidental donde se ha plantado como ornamental.

## Taxonomía
El género fue descrito por Carl Ludwig Blume y publicado en Bulletin des Sciences Physiques et Naturelles en Neerlande 1: 64. 1838.
Etimología
Oncosperma: nombre genérico que proviene de las palabras griegas: onkos = "granel, masa, tumor" y sperma = "semilla", presumiblemente el ancho surco lleno de material esponjoso en la base de la semilla.